# Кубок Азербайджану з футболу 2006—2007
Кубок Азербайджану з футболу 2006–2007 — 15-й розіграш кубкового футбольного турніру в Азербайджані. Переможцем вперше у своїй історії став Хазар-Ланкаран.

## Попередній раунд
Перші матчі відбулися 6 вересня, а матчі-відповіді 9 вересня 2006 року.
| Команда 1                    | Заг. | Команда 2      | 1-й матч | 2-й матч |
| ---------------------------- | ---- | -------------- | -------- | -------- |
| Мугань (2)                   | 1:5  | МКТ-Араз-2 (2) | 1:2      | 0:3      |
| Карабах-2 (2)                | 13:0 | Серур (2)      | 8:0      | 5:0      |
| Аншад-Петроль (Нефтчала) (2) | 1:4  | Масалли (2)    | 0:2      | 1:2      |

## Перший раунд
Перші матчі відбулися 11-13 вересня, а матчі-відповіді 16-17 жовтня 2006 року.
| Команда 1            | Заг. | Команда 2                | 1-й матч | 2-й матч |
| -------------------- | ---- | ------------------------ | -------- | -------- |
| Хазар-Ланкаран-2 (2) | 2:9  | Олімпік (Баку)           | 0:2      | 2:7      |
| Хазар-Ланкаран       | 12:1 | Інтер-2 (Баку) (2)       | 9:0      | 3:1      |
| Сімург               | 9:1  | Арсенал (2)              | 5:1      | 4:0      |
| Ходжавенд (2)        | 1:9  | МКТ-Араз                 | 0:1      | 1:8      |
| Роте Фане (2)        | 3:13 | Баку                     | 2:4      | 1:9      |
| Нефтчі-2 (Баку) (2)  | 1:8  | Інтер (Баку)             | 1:4      | 0:4      |
| Карван-2 (2)         | 0:9  | Гянджларбірлії (Сумгаїт) | 0:3      | 0:6      |
| Шахдаг (Ґуба) (2)    | 2:11 | Гілан                    | 2:5      | 0:6      |
| Адлійя (2)           | 1:4  | Шахдаг (Ґусар)           | 0:1      | 1:3      |
| МОІК (2)             | 0:6  | Карабах (Агдам)          | 0:2      | 0:4      |
| АБН-Барда (2)        | 2:4  | Карван                   | 1:1      | 1:3      |
| Карадаг (2)          | 0:12 | Туран                    | 0:5      | 0:7      |
| Баку-2 (2)           | 0:8  | Нефтчі (Баку)            | 0:3      | 0:5      |
| МКТ-Араз-2 (2)       | 4:0  | Енергетик (2)            | 3:0      | 1:0      |
| Карабах-2 (2)        | 0:1  | Бакили (2)               | 0:1      | 0:0      |
| Масалли (2)          | +:-  | Гоязань (2)              | -:-      | -:-      |

## 1/8 фіналу
Перші матчі відбулися 20-21 листопада, а матчі-відповіді 2-3 грудня 2006 року.
| Команда 1       | Заг.    | Команда 2                | 1-й матч | 2-й матч |
| --------------- | ------- | ------------------------ | -------- | -------- |
| Хазар-Ланкаран  | 7:0     | Бакили (2)               | 4:0      | 3:0      |
| Шахдаг (Ґусар)  | 1:6     | Інтер (Баку)             | 1:2      | 0:4      |
| МКТ-Араз-2 (2)  | 3:10    | Гянджларбірлії (Сумгаїт) | 1:2      | 2:8      |
| Габала          | 0:3     | Баку                     | 0:2      | 0:1      |
| Масалли (2)     | 0:2     | МКТ-Араз                 | 0:1      | 0:1      |
| Туран           | 2:1     | Олімпік (Баку)           | 2:0      | 0:1      |
| Карабах (Агдам) | 2:2 (ч) | Нефтчі (Баку)            | 1:2      | 1:0      |
| Сімург          | 1:2     | Карван                   | 1:1      | 0:1      |

## Чвертьфінали
Перші матчі відбулися 26-27 лютого, а матчі-відповіді 4 березня 2007 року.
| Команда 1                | Заг. | Команда 2      | 1-й матч | 2-й матч |
| ------------------------ | ---- | -------------- | -------- | -------- |
| Гянджларбірлії (Сумгаїт) | 2:5  | Інтер (Баку)   | 0:2      | 2:3      |
| Баку                     | 1:2  | Хазар-Ланкаран | 0:2      | 1:0      |
| МКТ-Араз                 | 3:2  | Карван         | 2:2      | 1:0      |
| Нефтчі (Баку)            | 8:2  | Туран          | 7:2      | 1:0      |

## Півфінали
Перші матчі відбулися 12-13 квітня, а матчі-відповіді 22-23 квітня 2007 року.
| Команда 1    | Заг.    | Команда 2      | 1-й матч | 2-й матч |
| ------------ | ------- | -------------- | -------- | -------- |
| Інтер (Баку) | 0:2     | Хазар-Ланкаран | 0:1      | 0:1      |
| МКТ-Араз     | 1:1 (ч) | Нефтчі (Баку)  | 0:0      | 1:1      |

## Фінал
| 27 травня 2007 |

| Хазар-Ланкаран | 1:0      | МКТ-Араз |
| -------------- | -------- | -------- |
| Карімов 90'    | Протокол |          |

| Республіканський стадіон імені Тофіка Бахрамова, Баку Глядачів: 15 500 |